# 足利事件
足利事件（あしかがじけん）とは、1990年（平成2年）5月12日、栃木県足利市にあるパチンコ店の駐車場から父親がパチンコをしていたところ当時4歳の女児が行方不明になり、翌13日朝、近くの渡良瀬川の河川敷で、女児の遺体が発見された、殺人・死体遺棄事件。
事件翌年の1991年（平成3年）、事件と無関係だった菅家 利和（すがや としかず）が、被疑者として逮捕・被告人として起訴された。
菅家利和は、刑事裁判で有罪（無期懲役刑）が確定し、服役していたが、遺留物のDNA型が、2009年（平成21年）5月の再鑑定の結果、彼のものと一致しないことが判明し、彼は無実の冤罪被害者だったことが明らかとなった。
服役中だった菅家利和はただちに釈放され、その後の再審で無罪が確定した。菅家利和の無罪が確定するまでの間、長らく日本弁護士連合会が再審を支援していた。また、この事件は真犯人が検挙されず、公訴時効が完成した未解決事件でもある。当事件を含めて、足利市内を流れる渡良瀬川周辺で遺体が発見された3事件は足利連続幼女誘拐殺人事件とされている。
当事件捜査に関する後年の調査報道などマスコミメディアがその事件捜査のあり方に注目し、調査報道の中で事件捜査初期に事件現場での真犯人目撃の情報を警察が把握していた事実や経緯も判明している。

## 事件の経緯

### 事件発覚から誤認逮捕まで
1990年（平成2年）5月12日
栃木県足利市内のパチンコ店で父親がパチンコをしている間に、同店駐車場から女児（当時4歳）が行方不明になる。被害者の女児は当時赤いスカートと白いシャツという服装であった。
1990年（平成2年）5月13日
渡良瀬川の河川敷から幼女の全裸死体が発見された。幼女の衣服に付着していた体液から、犯人の血液型はB型と判明した。
事件発生の時間に現場付近の運動公園にいた多数の人物が、赤いスカートを履く被害者の女児を連れて歩く不審な男の姿を目撃しており、警察にも証言している。そのうち、日本テレビの番組が探し当て取材協力を要請した買い物途中の主婦、買い物途中の女性美術教師、ゴルフ練習をしていた男性などは、テレビ取材にも応じている。
この事件は、当時のテレビニュース番組で被害者の特徴が繰り返し放送され、情報提供を求むビラも配られ、人の目に触れる機会が多かった。また、被害に遭った女児の服装は事件当時の夕方でも目立ちやすく印象に残りやすい「赤いスカート」（赤は、膨張色、進出色、警戒色であり、暗い場所でも視認されやすい色である）であった。つまり、この事件は、多くの人たちに目撃され、記憶に残りやすい事件であった。目撃者の1人である女性美術教師は近年になってもその時の光景をスケッチに描けるぐらいで、実際に当時警察でもスケッチを提示し、日本テレビの取材でも同じようなスケッチを提示している。
ゴルフ練習をしていた男性は目撃した男について「マンガのルパンみたいだった」と話している。
実際にこの目撃証言を裏付けるようにこの不審な男と被害者の女児が歩いていった先の中州で被害者女児の遺体が発見されている。
それに対し、菅家の「自白」内容にあった、被害者女児を自転車の荷台に乗せて土手を下る菅家の姿を見た証言は存在しない。
1990年（平成2年）5月 - 1991年（平成3年）12月
栃木県警察は当初は前述の目撃証言を元にした捜査を行っていたが、わずか数か月（1990年（平成2年）5月 - 12月ぐらいまで）でその方面の捜査を取りやめている。その取りやめの理由は不明である。ちなみに、目撃証言が存在していたことやそれに基づく捜査が行われていたことが初めて公にされたのは近年の清水潔の調査報道によるものである。
その後、警察は「独身男性で子供が好き」というプロファイリングに則り、聞き込みなどの地取り捜査方針に切り替える。そして、そのプロファイリングに合致する人物として、菅家利和という人物が捜査線上に浮かび、彼の身辺捜査を開始する。ちなみに、その時点での菅家に前科前歴はなかった。
この警察の採用した「プロファイリング」の捜査手法は、即、犯罪性のある人物像に繋がるわけでもなく、それに合致しただけの菅家利和の単なる生活習慣も、即、不審人物視、不審行動に繋がるわけではない。その上、その情報提供者である住民の証言が菅家利和を明確に不審視する旨の証言だったのかどうかも不明である。また、同じ時期、警察はより確実性の高い前科前歴から数人の男を行動確認している。
当時の菅家は幼稚園バスの運転手をしていたが、1991年（平成3年）始め頃に勤務先への刑事の聞き込みが原因で解雇され、その後、警察に逮捕されるまで、本人は無職の状態だった。
1991年（平成3年）12月2日
栃木県警察本部は同市内に住む菅家 利和（当時45歳）を、猥褻目的誘拐と殺人の容疑で逮捕する。
逮捕の決め手は「女児の下着に付着していた体液のDNA型と菅家のDNA型とが一致した」ことである。しかし、1991年（平成3年）の時点におけるDNA型鑑定の技術では、別人であっても、1000人に1.2人の確率でDNA型も血液型も一致する可能性があった。
当時の栃木県警察本部は、総勢180人余の捜査本部を設置して捜査をおこなっていた。
警察が任意同行を求めた理由とされる菅家利和のDNAサンプルは、先に菅家利和が指定ゴミ収集場に捨てたゴミ袋より収集した体液の付いたティッシュペーパーから検出したものであった。その時のゴミからの証拠収集が菅家利和や市町村役所の環境保全課などのゴミ回収を担当する管轄部署への令状執行を行った上での活動だったのかは不明。
菅家利和の父親は息子の逮捕後まもなくショックで亡くなった。無実を信じていた母親も釈放の2年前（2007年（平成19年））に亡くなった。逮捕前々日の11月30日に栃木県足利市の実家で一緒に過ごしたのが最後となった。菅家利和は釈放後、「亡くなったと聞かされ、本当に胸が詰まった。事件が、家族も、自分の人生もばらばらにした」と語った。

### 取調べ、裁判
1991年（平成3年）12月 - 1992年（平成4年）
菅家は警察や検察の取り調べ時に犯行を自白（後に虚偽を強要された事によるものであることが判明）し、犯行を認める上申書を提出（情状酌量ヲ考エタ弁護士ノ助言ニヨル）するが、 第一審の途中（第6回公判）から否認に転じ、無罪を主張する。
当時、DNA型鑑定は警察庁科学警察研究所に導入されたばかりであり、弁護側は「信頼性に疑問がある」としていた。
1993年（平成5年）
足利市内に住む西巻糸子が疑問を抱いて拘置所に手紙を出して菅家に面会を求めるが拒否される。しかし、面会拒否が菅家の本心だったかどうか不明であり、所員による強要や一方的回答の可能性もある。また、拘置所や刑務所では往々にして外部と手紙などの連絡において検閲がされるため、西巻との手紙のやりとりの初期においては双方で手紙の内容や思いが改竄なしにダイレクトに伝わっていたかどうかも不明である。
最初の手紙から2か月後に、菅家から「無実」を訴える返事が来る。西巻は後に「菅家さんを支える会・栃木」代表、菅家の身元引受人となる。
西巻も菅家利和と同じように幼稚園バスの運転手をしていた経験から、逮捕の報道を見て腑に落ちない思いがしたことが支援の動機である。
1993年（平成5年）7月7日
宇都宮地方裁判所（久保真人裁判長）は菅家に無期懲役の判決を出す。
1996年（平成8年）5月9日
東京高等裁判所（高木俊夫裁判長）が控訴棄却。
1997年（平成9年）10月28日
佐藤博史弁護士が押田鑑定書を添付して、DNA型鑑定の再鑑定の申し立てをする。しかし、最高裁はこれを拒否する。
2000年（平成12年）7月17日
最高裁判所（亀山継夫裁判長）が「DNA型鑑定の証拠能力を認める」初判断を示し、第一審の無期懲役判決が確定する。こうして、菅家は千葉刑務所に受刑者として服役するのである。

## 再審～冤罪事件

### 再審請求とDNA再鑑定
2002年（平成14年）12月25日
収監された菅家が宇都宮地裁に対し、再審請求を申立てる。
2008年（平成20年）1月
日本テレビが、ニュース特集で足利事件のキャンペーン報道を開始する。自供の矛盾点やDNA鑑定の問題点などを指摘、DNA再鑑定の必要性を訴えた。その後も繰り返し放送を行う。記者は「桶川ストーカー殺人事件」などを取材してきた清水潔である。
2008年2月13日
宇都宮地裁（池本寿美子裁判長）は、菅家利和の再審請求を棄却する。菅家は東京高裁に即時抗告する。
2008年（平成20年）12月19日
東京高裁（田中康郎裁判長）がDNA型再鑑定を行うことを決定する（逮捕から17年目）。
2009年（平成21年）2月
検察（東京高等検察庁）側と弁護側（顧問:佐藤博史他）のそれぞれが推薦した鑑定人2名が、DNA型再鑑定を開始する。
2009年（平成21年）4月20日
それぞれの再鑑定において、弁護側推薦の鑑定人・筑波大学教授本田克也は「不一致部分が多いため同一人物のものではない」という鑑定結果を提出する。検察側推薦の鑑定人・大阪医科大学教授鈴木広一は「一致部分が非常に少ないため、同一人物のものではありえないと言っても過言ではない」とする鑑定結果を提出する。
双方の結果を受けて東京高裁の嘱託鑑定は「菅家のDNA型と女児の下着に付着した体液の型が一致しない」という結論を出す。
高検はさらに「捜査中に誤って汗などが付着した可能性」についても検討するため、当時の捜査関係者との比較も行うが、いずれも不一致となり、試料が正しく犯人のものであることも明らかとなった。これは真犯人を特定するための有力な証拠ともなるが、この時点で逮捕から17年以上が経過しており、既に公訴時効が成立する。真犯人を逮捕・起訴できる機会は法的に失われる。
2009年（平成21年）5月25日
東京高裁の即時抗告審に鑑定書を提出していた筑波大学教授本田克也が鑑定書の改訂版を提出する。

### 釈放
2009年（平成21年）6月1日
弁護団が刑の執行停止をしない検察を不当だとして宇都宮地裁に異議申し立てをする。
2009年（平成21年）6月4日
鑑定結果を受けて、東京高等検察庁が「新鑑定結果は再審開始の要件である『無罪を言い渡すべき明らかな証拠』たり得る」とする意見書を提出し（事実上の再審開始決定）、併せて刑の執行を停止する手続きを行う。
こうして、千葉刑務所に服役中の菅家は、清水潔に付き添われて刑務所から釈放される。
刑事訴訟法では、「再審の開始前であっても検察官が刑の執行を停止できる」と定めている（第442条）。
今回のケースは「有罪判決を導いた証拠が誤りであった以上、刑の執行を継続すべきではない」とする判断に基づくものだが、これは極めて異例のことであり、東京高検は「再審開始前に刑の執行を停止した前例はない」としている。
釈放後の記者会見では、菅家は「検察と栃木県警に謝罪してほしい」と涙ながらに語る。
この事態を受け、栃木県警元幹部は「事件の捜査は妥当だった」「足利事件については思い出したくない」と語る。
また、当時陣頭指揮を執った元刑事部長である森下昭雄が「まだ無罪が確定したわけでは無く、自供も得ているし、（菅家が）犯人だと信じている」と報道陣に語ると、その森下昭雄本人が運営するブログが炎上し、そのブログが閉鎖される事態になる。
栃木県警も当初「暴行や自白の強要はなかったとこれまでの裁判で認定されている」とコメントし、法務大臣森英介（当時）も取調べの可視化を求める声に「捜査に支障を来す」としていたが、東京高検に対して速やかに再審を開始し、無罪判決を求めるよう指示する。
毎日新聞は、当事件の上告審の際に弁護団が求め続けていたDNA再鑑定を実施しなかったことの是非や、冤罪被害者に対する謝罪意思の有無、また当事件の公訴時効を裁判所が成立させた件についてどう思うかなどの質問を、判決に関わった当時の最高裁判事5名（亀山継夫、北川弘治、河合伸一、梶谷玄、福田博）と再審請求を認めなかった当時の宇都宮地裁判事3名の計8名に送り、回答を求めたが、判事達は「退官した現在は手元に資料がない」や「回答することは判決理由を後から変更するに等しい」などを理由に、全員が回答を拒否する。
木谷明・法政大学法科大学院教授（元・東京高裁総括判事）は、判事達の回答拒否について「なぜまったく答えないのか不思議。答えられる限度で率直に答えるべきではないか」と疑問を投げかけている。
2009年（平成21年）6月22日
栃木県警は足利事件の捜査で受けた警察庁長官賞など4種類の表彰を自主返納したと発表する。
2009年（平成21年）6月23日
東京高裁（矢村宏裁判長）が再審開始を決定する。
2009年（平成21年）10月5日
菅家が宇都宮地方検察庁を訪れ、検察側が菅家に対して初めて正式に謝罪する。検事正の幕田英雄は菅家に対面し、「無実の菅家さんを起訴して長年にわたって服役させ、苦痛を与えたことについて大変申し訳なく思います。検察を代表し、心から謝罪します」と口頭で直接述べる。これに対し、菅家は「これ以上、わたしと同じ苦しみが絶対あってはならない」と応じる。
釈放後の記者会見で、菅家は当時の取調べの状況に対し「刑事達の責めが酷かったです。『証拠は挙がってるんだ、お前がやったんだろ』とか『早く吐いて楽になれ』と言われました。私は始終無実を主張していますが、受け付けて貰えず『お前がやったんだ』と同じ事の繰り返しでした」と述べる。また、取調べ室での刑事達の自分に対する行動は、殴る蹴るの暴行のみならず、頭髪を引きずり回したり、体ごと突き飛ばす等、拷問に等しい暴行が横行し、その取調べの時間は15時間近くにも及んだ、という。
取り調べた刑事達について菅家は「私は刑事達を許す気になれません。それは検察や裁判官も同じです。全員実名を挙げて、私の前で土下座させてやりたいです」と強く述べる。

### 再審
2009年（平成21年）10月21日
宇都宮地方裁判所（佐藤正信裁判長）で再審公判が始まる。
2010年（平成22年）1月21日
再審第4回公判において、取り調べ時の録音カセットテープが再生される。
2010年（平成22年）1月22日
再審第5回公判において、事件当時の担当検事・森川大司が証人として出廷する。「現在もなお菅家氏が真犯人であると思うか」という弁護団からの質問には黙秘し、最後まで菅家に対する謝罪の言葉は一切無い。
2010年（平成22年）2月12日
再審第6回公判で、検察側は「取り調べられた証拠により、無罪を言い渡すべきことは明らか」とし、論告で無罪を求める。論告に際して、検察官は裁判長に発言の許可を求めた上で「17年余りの長期間にわたり服役を余儀なくさせて、取り返しのつかない事態を招いたことに検察官として誠に申し訳なく思っています」と謝罪する。
菅家はこの謝罪について公判後の記者会見で「17年半を思えば、1分少々（の論告）では物足りない。謝罪はあったが、1分少々では腹の底から謝ったとは思えない」と述べている。
2010年（平成22年）3月24日
菅家は再審の判決公判を間近に控え、東京新聞の取材に応じ、「しばらくは冤罪で苦しむ人を支える活動を優先させたい」と述べ、自分のような悲劇が繰り返されぬよう「冤罪の語り部になりたい」とコメントする。
2010年（平成22年）3月26日
再審の判決公判で、宇都宮地方裁判所（佐藤正信裁判長）は菅家に対し、「当時のDNA鑑定に証拠能力はなく、自白も虚偽であり、菅家さんが犯人でないことは誰の目にも明らか」と判示して無罪を言い渡す。判決の言い渡し後、裁判長佐藤正信は菅家に対し、「真実の声に十分に耳を傾けられず、17年半の長きにわたり自由を奪うことになりました。誠に申し訳なく思います」などと謝罪する。その後、宇都宮地方検察庁が上訴権放棄を宇都宮地方裁判所に申し立てて受理されたため、無罪判決が即日確定する。
なお、再審の無罪判決では、弁護側推薦の鑑定人・筑波大学教授本田克也の鑑定結果は採用されず、検察側推薦の鑑定人・大阪医科大学教授鈴木広一の鑑定結果のみが採用された。

## 事件を巡る国会の対応
2011年3月8日の参議院予算委員会にて、当時の内閣総理大臣であった菅直人は民主党の有田芳生の質問に答え「同種事件を防ぐ意味からも、警察などがしっかり対応することが必要」と再捜査の必要性を認識した見解を述べた。「『時効だ』と言い逃れするのでは、住民の不安を解消できない」と主張する有田に対し、菅は「捜査には一般的なルールはあるが、冤罪事件であり、その後も類似事件が続いている」と前置きした上で、捜査側に「必要な対応」を求めた。

## 真犯人の存在
冤罪の影で警察が発表をしていなかった「初期目撃証言の存在の事実」、「警察が前科前歴から割り出し重要参考人として指定していた数人の男たちの存在の事実」が近年の当事件に関連する報道や取材、調査により掘り起こされ明るみに出ている。中でも日本テレビ記者の清水潔は、真犯人を特定し、捜査機関に情報を提供している事実を明らかにしている。
一方、ルポライターの小林篤が2011年4月15日発行の『ｇ２』に寄せた足利事件関係のルポには、日本テレビの清水が『アールテレビ局』の『アル記者』という呼称で登場。アル記者は2007年夏に小林に電話をかけてきて、足利事件に関する小林の著書を読んで冤罪の可能性が高いと思ったことを告げ、「取材協力」や「レポーターとしての参加」を頼んできたという。小林によると、レポーターは辞退したが、取材先などのデータや独自に調査していた容疑者「Ｘ」の情報をアル記者に提供。それから2人は共同取材をするようになったが、アル記者が「私は真犯人を知っている」として文藝春秋2010年10月号で真犯人追及報道をした時から袂を分かったという。
監視カメラに映っていた男について、かつて足利事件を捜査していた捜査員は、行動調査していた中でも容疑性の高い『Aランク』と呼ばれていた男数人の中の一人に、犯罪の前科・前歴なども酷似した男がいると語っている。

## 冤罪事件として
冤罪発覚の経緯としては、証拠不十分で容疑者や被告を真犯人として挙げる事や勾留が困難になったというだけではなく、真犯人の存在が明らかになった事をきっかけに冤罪が判明した。過去には氷見事件のように後に真犯人が逮捕された、あるいは松本サリン事件のように真犯人の存在が明確になった事で冤罪が判明し真犯人も検挙された事件案件があるが、当事件は後者の経緯に近い
事件発生日時に、真犯人の男が目撃されていたことや、その目撃者の存在などの事実が日本テレビの調査報道で明らかにされた。真犯人の存在を示す報道は、菅家が求めていた「DNA再鑑定」の実施を後押しし、冤罪判明、無罪確定・釈放を実現させる上で大きな役割を果たした。
菅家利和はテレビ東京が2019年9月27日18時55分から放送した「０.１％の奇跡！逆転無罪ミステリー【実録…やってないのに逮捕】衝撃冤罪４連発」に出演し、17年の獄中生活で8,000万円の刑事補償をされたと言っていた。

## 被害者遺族側の指摘
被害者遺族は、当事件が時効を迎えている事について「ある事件の犯人が捕まって起訴された場合、共犯者は逃げていても、その間、時効は進まないとされているそうです（刑事訴訟法254条の2項）。私からすれば、真犯人の共犯者は警察ではないかと思います。だから、警察が菅家さんを無理して逮捕して以降、捜査が進まなかった期間の分、時効は伸びて然るべきではないでしょうか。」とその思いを語った。
2009年5月、被害者遺族である母親は検察から被害者女児自身のDNA鑑定の協力を求められた際、「菅家さんが無実であるなら、早く軌道修正をして欲しい。捜査が誤っていたならば、謝るべきです。捜査は誰が考えたっておかしいでしょう。ごめんなさいが言えなくてどうするの」と怒りをあらわにするとともに人として諭すかのように検事に訴えた。
その4日後、菅家は刑務所から釈放された。

## 検察・警察が被害者女児の遺品を遺族に返還しない問題
被害者の遺族が、事件当時被害者が着ていた赤いスカートやシャツなどの遺品の返還要求をしたところ、検察は「赤いスカートなどはお返しするがシャツだけはこのまま預かりたい」と国の施設で冷凍保存したいと遺族に返答した。シャツとは真犯人のDNAが付着していたものであるが、事件が時効となった今では捜査や鑑定などの使途も失われているものを、なぜ検察が保存するのか、ここでも行動の理由や動機となるものが不明である。
真犯人を特定できる最大級の有力な証拠が返還されていない。
捜査関係者の内部情報によると、警察内部に「シャツ（に付着したDNA）は時効が成立した今となっては、刑事事件の証拠としては無価値である。しかし民事事件として証拠採用される可能性はある（民事の時効は加害者を知った時点から起算され、加害者が不明だった場合は20年の除斥期間が認められないこともあるため）。本件は、真犯人の可能性が極めて高い人物が特定されているが、もはや警察は手出しできない。警察が真犯人を検挙できない（冤罪は起こしたが後に真犯人は検挙した、と名誉挽回できない）以上、このシャツを証拠に遺族が当該人物に民事で勝つ（冤罪であることが再確認される＝警察のメンツが完全に潰れる）ことは阻止したい」との意見がある。

## 当事件の捜査・刑事・司法手続における問題点
当事件においては、事件未解決や冤罪被害発生の直接の原因になった、警察当局や裁判関係者の捜査上や裁判手続きでその理由や動機が不明な行動や事象が多数確認される。
- 最初の有力な目撃証言に基く捜査を早々に打ち切った（当事件捜査において最大の不審点でもある。その実質の捜査実態も不明）。
- 1997年からの再審やDNA型再鑑定の請求を長期間拒否した（その明確な理由や動機も不明）。

いずれも、適切な捜査と対応をしていれば、事件解決に繋がったと考えられる重要点である。
特に最初の目撃証言の時点で、それに基づく適正な捜査を行っていれば、その時点で犯人検挙が実現し当然のことながら冤罪も起こらなかった可能性。
1997年のDNA再鑑定の請求から2005年の公訴時効成立までの間に司法がDNA型再鑑定請求を認め、再審が行われていれば、その時点で菅家の無罪が確定し、事件の再捜査も可能だった点も指摘されている。
最初の有力な目撃証言に基づく捜査を打ち切った正当な理由についても警察当局は明らかにしていない。目撃証言については、近年の清水潔による調査報道を受けて、菅家利和の自白と矛盾するということで事件とは無関係とする警察の見解もあるが、通常の捜査であれば、反対に有力な目撃証言と矛盾するから菅家利和の自白は虚偽（強要された）と判断するところである。そもそも目撃証言に基づく捜査は早期に打ち切っているので、打ち切った正当な理由があれば、菅家利和の自白と矛盾しているとする旨をわざわざ警察発表でする必要もないはずのものである。
最初の目撃証言をした証言者たちの中の一人に対し、自宅を訪れ、「正直言ってアンタの証言が邪魔なんだ。消したいんだ」と目撃証言の撤回を迫り、証言を撤回させ調書も勘違いに書き換えた。
この事件の捜査に当時導入されたばかりのDNA型鑑定が採用されたのは、実際の事件でその実績を作りたかったためである。しかし、当時の鑑定の精度の低さゆえ時期尚早であり失敗であったことは、後年の再鑑定の結果明らかになっている。
菅家利和をマークをしていた時期により確実性の高い前科・前歴から数人の男の行動調査をしていた。しかし、理由不明のままその数人の男に対しての捜査を中止している（いくつかの冤罪事件に共通して見られる、犯人決めつけに基づく行為。この場合は、菅家を犯人と決め付けたことにより、より容疑性の高い数人の男に対しての精査を怠った。同じようなことは、菅家を犯人とするあまり、初期目撃証言に対して精査を怠った行為にもみられる。）。
菅家利和が自白した、手で首を絞めたことによる「扼死」と被害者の鼻の穴などから細かい泡状の液体（泡沫液）が漏れていたという「溺死」の鑑定所見と、被害者の死因の鑑定の点で矛盾が見られる。
菅家利和の自白（強要されたものと判明）そのものを重要証拠とし、秘密の暴露として認定し起訴し公判でも採用されている点。だが、その秘密の暴露を元として有罪とするだけの裏付ける検証結果や状況証拠は何一つ見つかっていない（現に、女児の死因の矛盾、女児を自転車の荷台に乗せて土手を下る男の姿の目撃証言が存在しない、犯行ルートが時間的に不可能である等が生じている。自白を精査すれば虚偽であることは起訴前に判明した可能性がある。なお、前述のとおり、自白と反する目撃証言や状況証拠はいくつも判明している）。
当時のDNA鑑定に、当時の「精度の低さ」の他に「型の取り違え」の可能性などの重大な問題が潜在していたことが判明している。また、検察はこの問題を検証しない。

## 当事件との関連性が指摘されている未解決の誘拐殺人および誘拐事件
群馬県・栃木県の県境付近では1979年以降、幼女の誘拐事件が起きている。この事件を含め4人の幼女が死亡し、1人が失踪する事件の計5件の事件（北関東連続幼女誘拐殺人事件）が発生したが、いずれも未解決事件となっている。当事件の真犯人による仕業と見る検証や分析がある。足利事件で真犯人が検挙されていれば、同時にそれ以前に起きた数件での犯人検挙、足利事件以後に起きる事件が未然に防げた可能性も指摘されている。

### 1996年の事件との関連
歩く恰好や風体（いわゆるルパン似、ニッカボッカを穿き帽子にサングラスという格好）など、事件発生時に目撃された男の姿が、上記の事件の一つで1996年に発生する「太田市パチンコ店女児失踪事件」でパチンコ店の防犯ビデオに写った男の姿とよく似ていると、日本テレビの「真相報道 バンキシャ!」などの報道番組も指摘している。「バンキシャ」では目撃者の女性も取材に応じている。

## 当事件を題材とした作品
- 小林篤『幼稚園バス運転手は幼女を殺したか?』草思社、2001年1月　ISBN 978-4-7942-1023-4
- 小林篤『足利事件(冤罪を証明した一冊のこの本)』講談社、2009年9月　ISBN 978-4062764582
- 髙野洋・原作、橘賢一・漫画、日本テレビ報道局「ACTION」取材班監修「VS.（ヴァーサス）―北関東連続幼女誘拐・殺人事件の真実―」（ 『週刊ヤングジャンプ』2009年10月21日発売号から連載）
- 清水潔『殺人犯はそこにいる　―隠蔽された北関東連続幼女誘拐殺人事件―』新潮社、2013年　新潮文庫、2016年 ISBN 978-4101492223
- 梶山天『孤高の法医学者が暴いた足利事件の真実』金曜日、2018年3月、ISBN 978-4865720259
- 『チェイス 第1章』　連続ドラマ、2017年12月
- 『エルピス-希望、あるいは災い-』　連続ドラマ、2022年10月